# XOOPS
XOOPS (od ang. extensible object-oriented portal system) – system CMS, czyli aplikacja ułatwiającą tworzenie portalu internetowego. XOOPS może być zainstalowany na serwerze WWW, który daje możliwość interpretacji języka PHP (np. Apache), wymagany jest także system bazodanowy MySQL (obecnie jedyny obsługiwany).
System ten został udostępniony na licencji GNU General Public License (GPL), czyli można go używać, modyfikować oraz rozpowszechniać nie ponosząc żadnych opłat, przy czym wszelkie zmodyfikowane wersje muszą również być udostępnianie na licencji GPL.
System XOOPS ma budowę modułową i aby móc utworzyć funkcjonalny system należy pobrać potrzebne dla danej instalacji moduły. Przykładowe moduły to: News, Forum, Download, Web Links, MyAlbum, extCal. XOOPS umożliwia także integrację ze skryptami IPB, SMF, LifeType, WordPress.
Prawidłowa wymowa słowa XOOPS powinna odpowiadać angielskim zasadom, dlatego powinno się wymawiać ją jako [zoo'ps].

## Właściwości
Oparty na bazie danychXOOPS używa relacyjnej bazy danych (obecnie tylko MySQL) do składowania danych niezbędnych dla funkcjonowania systemu zarządzania treścią.
Budowa modułowaPo pobraniu poszczególne moduły można zainstalować i aktywować w panelu administracyjnym. Poszczególne moduły umożliwiają tworzenie różnych rodzajów dynamicznych stron (dział artykułów, galerie itp).
Szablony stronXOOPS korzysta z silnika szablonów Smarty.
Zarządzanie użytkownikamiMożliwość wyszukiwania zarejestrowanych użytkowników według różnych kryteriów, wysyłanie im wiadomości e-mail i prywatnych wiadomości (poprzez wbudowany mechanizm powiadomień). XOOPS oferuje także system zarządzania grupami użytkowników i możliwościami dostępu dla poszczególnych grup do poszczególnych części serwisu.
Personalizacja dla użytkownikówZarejestrowani użytkownicy mogą edytować swoje profile, wybierać wygląd strony (skórka), dodawać avatary itp.
Kodowanie znakówXOOPS umożliwia wybranie różnych systemów kodowania znaków, w tym UTF-8 czy Unicode, które umożliwiają obsługę praktycznie dowolnych alfabetów (w tym japoński, chiński, koreański).
WsparciePomoc techniczną w języku angielskim można uzyskać na oficjalnej stronie internetowej projektu. Istnieją jednak również strony wspólnot użytkowników z różnych krajów (w tym z Polski), które również oferują wsparcie.

## Literatura
- Paweł Frankowski, CMS. Jak szybko i łatwo stworzyć stronę WWW i zarządzać nią, Helion, 2007  (rozdział 7)